# Blassac
Blassac là một xã thuộc tỉnh Haute-Loire nam trung bộ nước Pháp. Xã Blassac nằm ở khu vực có độ cao trung bình 518 mét trên mực nước biển.